# Criminon
Criminon är ett av scientologikyrkan driven organisation med huvudsyfte att tillhandahålla rehabilitering och öppenvård för brottslingar som vill återgå till ett vanligt liv.
Liksom andra av Scientologikyrkans frontgrupper har Criminon kritiserats av motståndare som anser att dess syfte är att värva medlemmar, samt för att demonisera psykiatri.
Criminon är, tillsammans med Narconon, Vägen till lycka och Applied Scholastics, en del av Scientologiorganisationen Association for Better Living and Education (ABLE).